# Цвіклівецький скарб
Цвікловецький скарб — скарб прикрас, випадково знайдений 1959 у селі Цвіклівці Кам'янець-Подільського району Хмельницької області. 
Належить до гординештського типу трипільської культури (етап C II). 
Був захований у глиняній посудині. Серед речей, які потрапили до археологів, — 122 підвіски із зубів оленя; 275 намистин з морських черепашок, 357 маленьких вапнякових намистин, а також вироби з міді: 2 тонкі пластини від браслетів, 31 пронизка, 35 намистин.